# Balthasar Gerhard Hanneken (Geistlicher, 1641)
Balthasar Gerhard Hanneken (* 2. August 1641 in Marburg; † 24. April 1706 in Lübeck) war ein deutscher evangelisch-lutherischer Geistlicher und Hauptpastor der Lübecker Marienkirche.

## Leben
Balthasar Gerhard Hanneken war ein Sohn von Menno Hanneken und seiner Frau Justina Eleonora, geb. Mentzer (1612–1669), einer Tochter Balthasar Mentzer des Älteren. Philipp Ludwig Hanneken (1637–1706) und Nikolaus Hanneken (1639–1708) waren seine älteren Brüder.
Er wuchs in Lübeck auf, wohin sein Vater 1646 als Superintendent berufen worden war. Nach dem Besuch des Katharineums zu Lübeck studierte er Evangelische Theologie an der Universität Gießen. 1662 war er hier Respondent einer Disputation unter dem Vorsitz von Jacob Le Bleu. 1663 immatrikulierte er sich als Magister an der Universität Rostock.
Am 5. Juli 1667 erhielt er die Berufung zum Diaconus an der Marienkirche, wurde später Archidiakonus und 1701 Hauptpastor. In seinem Amt vertrat er eine gemäßigt lutherisch-orthodoxe Haltung. Er suchte das Gespräch mit Philipp Jacob Spener, den er bei einer Trinkkur-Reise mit seinem Bruder nach Bad Schwalbach persönlich kennengelernt hatte, und trat 1690 für August Hermann Francke ein, betrieb aber 1692 die Ausweisung der radikalen Pietistin Adelheid Schwartz, der Frau des Malers Johann Heinrich Schwartz, aus der Stadt.
Er war verheiratet mit Catharina, geb. Stolten. Sein gleichnamiger Sohn  Balthasar Gerhard Hanneken (Geistlicher, 1678) wurde Hauptpastor am Lübecker Dom und Senior.
Der Rektor des Katharineums Enoch Svantenius (der Jüngere) und der Jakobi-Pastor Christoph Rhon († 1738) hielten ihm Trauerreden, die auch gedruckt wurden. Jacob von Melle wurde sein Nachfolger als Hauptpastor.
An Balthasar Gerhard Hanneken erinnerte ein ganzfiguriges Pastorenbild in der Marienkirche. Es hing zunächst an der südöstlichen Wand der Beichtkapelle (Marientidenkapelle) und seit 1846 in der Greveradenkapelle, wo es in der Nacht zum Palmsonntag 1942 beim Luftangriff auf Lübeck verbrannte.
Die Lübecker Stadtbibliothek verwahrt einen Teil seiner nachgelassenen Korrespondenz mit 60 Briefen an ihn (Bestand Nachlass Hanneken II) sowie sein Stammbuch (Freundschaftsalbum) mit Einträgen aus den Jahren 1659 bis 1666. In der Autographensammlung des Stuttgarter Konistorialdirektors Friedrich Wilhelm Frommann in der Württembergischen Landesbibliothek in Stuttgart hat sich ein Eintrag Hannekens vom 15. Juli 1682 im Stammbuch von Johann Osiander (Theologe, 1657) erhalten.

## Schriften
- Exercitatio Politica De Formis Rerum-Publicarum, Quam Divino Assistente Numine / Praescitu Et Autoritate Amplissimae Facultatis Philosophia … Sub Praesidio Viri … Dn. Jacobi Le-Bleu, … Publice examinandam proponit Balthasar Gerhardus Hannekenius. Giessen 1662 (3:611230H im VD 17.)
- Ministerium Spiritus oder das Amt des Geistes. Lübeck 1702